# ФК «Динамо» Санкт-Петербург в сезоне 2007
В 2007 году футбольный клуб «Динамо» Санкт-Петербург выступал в зоне «Запад» второго дивизиона ПФЛ.
Перед началом сезона перед командой была поставлена задача завоевать по итогам сезона право выступать в первом дивизионе. Тем не менее, после окончания сезона генеральный директор «Динамо» Владислав Алексеев заявил, что задачей было занять место в тройке.

## Формирование команды перед началом сезона 2007
Перед началом сезона «Динамо» было сформировано на технической базе клуба «Петротрест» (Санкт-Петербург).
| Пришли                             | Из клуба                          |
| ---------------------------------- | --------------------------------- |
| п Акелькин, Степан Петрович        | ФК Губкин                         |
| п Арап, Максим Георгиевич          | Шексна (Череповец)                |
| п Басков, Владислав Геннадьевич    | Факел (Воронеж)                   |
| з Брусникин, Илья Андреевич        | Петротрест (Санкт-Петербург)      |
| з Горбачёв, Денис Леонидович       | Петротрест (Санкт-Петербург)      |
| н Гурцкая, Георгий Джустанович     | Динамо (Москва)                   |
| з Дмитриев, Алексей Дмитриевич     | Петротрест (Санкт-Петербург)      |
| в Иванов, Анатолий Викторович      | Петротрест (Санкт-Петербург)      |
| п Иванов, Дмитрий Игоревич         | Петротрест (Санкт-Петербург)      |
| н Игнатьев, Сергей Сергеевич       | Союз-Газпром (Ижевск)             |
| п Кирсанов, Иван Владимирович      | Спартак (Луховицы)                |
| з Кондрашов, Андрей Юрьевич        | ФК Химки                          |
| з Лазарев, Алексей Анатольевич     | Петротрест (Санкт-Петербург)      |
| н Малаховский, Максим Леонидович   | Факел (Воронеж)                   |
| п Молокоедов, Максим Алексеевич    | Петротрест (Санкт-Петербург)      |
| з Новицкий, Александр Владимирович | Петротрест (Санкт-Петербург)      |
| н Петухов, Александр Александрович | Луч-Энергия (Владивосток)         |
| п Петухов, Пётр Сергеевич          | Динамо-дубль (Москва)             |
| з Родин, Вячеслав Эдуардович       | Лада (Тольятти)                   |
| в Справцев, Святослав Михайлович   |                                   |
| п Степанов, Сергей Валентинович    | Волочанин-Ратмир (Вышний Волочёк) |
| н Суанов, Руслан Русланович        | Спартак (Кострома)                |
| в Фролов, Василий Сергеевич        | Динамо (Москва)                   |
| п Шевченко, Егор Владимирович      | Петротрест (Санкт-Петербург)      |
| з Ягодкин, Илья Викторович         | Волочанин-Ратмир (Вышний Волочёк) |

## Заявка на сезон[6]
Президент: Цапу, Леонид Иванович 

Генеральный директор: Алексеев, Владислав Николаевич 

Помощник генерального директора по безопасности: Галкин, Владимир Алексеевич 

Главный тренер: Дмитриев, Сергей Игоревич 

Начальник команды: Салимьянов, Роберт Гаязович 

Тренер: Желудков, Юрий Владимирович 

Администратор, видеооператор: Федоров, Анатолий Александрович

### Игроки
| №  |             | Поз. | Имя                           | Год рождения |
| -- | ----------- | ---- | ----------------------------- | ------------ |
| 5  | Флаг России | ПЗ   | Акелькин, Степан Петрович     | 1985         |
| 10 | Флаг России | ПЗ   | Арап, Максим Георгиевич       | 1981         |
| 15 | Флаг России | ПЗ   | Басков, Владислав Геннадьевич | 1975         |
| 4  | Флаг России | Защ  | Брусникин, Илья Андреевич     | 1987         |
| 22 | Флаг России | Защ  | Горбачёв, Денис Леонидович    | 1984         |
| 31 | Флаг России | Нап  | Гурцкая, Георгий Джустанович  | 1986         |
| 7  | Флаг России | Защ  | Дмитриев, Алексей Дмитриевич  | 1985         |
| 1  | Флаг России | Вр   | Иванов, Анатолий Викторович   | 1972         |
| 8  | Флаг России | ПЗ   | Иванов, Дмитрий Игоревич      | 1987         |
| 12 | Флаг России | Нап  | Игнатьев, Сергей Сергеевич    | 1976         |
| 6  | Флаг России | ПЗ   | Кирсанов, Иван Владимирович   | 1977         |
| 19 | Флаг России | Защ  | Кондрашов, Андрей Юрьевич     | 1972         |
| 3  | Флаг России | Защ  | Лазарев, Алексей Анатольевич  | 1981         |

| №  |             | Поз. | Имя                              | Год рождения |
| -- | ----------- | ---- | -------------------------------- | ------------ |
| 23 | Флаг России | Нап  | Малаховский, Максим Леонидович   | 1984         |
| 17 | Флаг России | ПЗ   | Молокоедов, Максим Алексеевич    | 1987         |
| 21 | Флаг России | Защ  | Новицкий, Александр Владимирович | 1987         |
| 80 | Флаг России | Нап  | Петухов Александр Александрович  | 1980         |
| 2  | Флаг России | ПЗ   | Петухов, Пётр Сергеевич          | 1988         |
| 33 | Флаг России | Защ  | Родин, Вячеслав Эдуардович       | 1981         |
| 16 | Флаг России | Вр   | Справцев, Святослав Михайлович   | 1988         |
| 20 | Флаг России | ПЗ   | Степанов, Сергей Валентинович    | 1976         |
| 9  | Флаг России | Нап  | Суанов, Руслан Русланович        | 1975         |
| 36 | Флаг России | Вр   | Фролов, Василий Сергеевич        | 1986         |
| 11 | Флаг России | ПЗ   | Шевченко, Егор Владимирович      | 1978         |
| 14 | Флаг России | Защ  | Ягодкин, Илья Викторович         | 1977         |

### Изменения в составе
| Пришли                               | Из клуба                     |
| ------------------------------------ | ---------------------------- |
| п (№ 9) Бовтало, Андрей Владимирович | Зеленоград (Москва)          |
| п (№ 21) Дубровин, Юрий Валерьевич   | Дарида (Минск)               |
| в (№ 16) Дьяконов, Павел Маркович    | Звезда (Иркутск)             |
| п (№ 4) Черевко, Александр Петрович  | Локомотив-дубль (Москва)     |
| п (№ 17) Церюта, Роман Станиславович | Машук-КМВ (Пятигорск)        |
| н (№ 7) Фролов, Роман Владимирович   | Рязань-Агрокомплект (Рязань) |

| Ушли                               | В клуб                        |
| ---------------------------------- | ----------------------------- |
| з Брусникин, Илья Андреевич        |                               |
| з Горбачёв, Денис Леонидович       |                               |
| з Дмитриев, Алексей Дмитриевич     | Сатурн (Егорьевск)            |
| з Лазарев, Алексей Анатольевич     |                               |
| п Молокоедов, Максим Алексеевич    |                               |
| з Новицкий, Александр Владимирович |                               |
| н Петухов Александр Александрович  | Текстильщик-Телеком (Иваново) |
| в Справцев, Святослав Михайлович   |                               |
| н Суанов, Руслан Русланович        | Спортакадемклуб (Москва)      |
| в Фролов, Василий Сергеевич        |                               |

### Смена главного тренера
20 июля 2007 главный тренер «Динамо» Сергей Дмитриев подал в отставку. Новым наставником в тот же день был объявлен Леонид Ткаченко. Однако, 22 июля 2007 в матче 14го тура, тем не менее, командой руководил не Ткаченко, а исполняющий обязанности главного тренера Юрий Желудков.
Генеральный директор «Динамо» Владислав Алексеев заявил, что причиной увольнения стало нежелание руководства клуба видеть на посту главного тренера человека, который «бросает команду в сложной ситуации»: Дмитриев хотел по ходу сезона уехать на стажировку в рамках обучения в Высшей школе тренеров.
В одном из интервью Дмитриев пояснил, что стажировка была запланирована заранее и увольнение явилось следствием нежелания руководителей «Динамо» идти на уступки.

#### Статистика
Под руководством Сергея Дмитриева «Динамо» провело в первенстве 13 матчей: 6 побед, 5 ничьих, 2 поражения, разность мячей: 22-13. Процент набранных очков: 59 %. Из них на своём поле: 4 победы, 2 ничьих, 1 поражение, разность мячей: 11-6, процент набранных очков: 67 %. На чужом поле: 1 победа, 3 ничьих, 1 поражение, разность мячей: 7-5, процент набранных очков: 40 %. Матч с «Зенитом-2» «Динамо» выиграло со счётом 4:1. В Кубке России клуб дошёл до 1/128 финала, обыграв на своём поле в 1/512 финала калининградскую «Балтику-2» 2:1 и уступив с тем же счётом в 1/128 финала «Волочанину-Ратмиру» Вышний Волочёк.
Под руководством исполняющего обязанности главного тренера Юрия Желудкова «Динамо» провело один матч против «Спартака» Щёлково, в котором уступило на своё поле 1:2.
Под руководством Леонида Ткаченко «Динамо» провело в первенстве 15 матчей: 5 побед, 5 ничьих, 2 поражения, разность мячей: 24-12. Процент набранных очков: 64 %. Из них на своём поле: 4 победы и 1 поражение, разность мячей: 10-3, процент набранных очков: 80 %. На чужом поле: 3 победы, 5 ничьих, 1 поражение, разность мячей: 11-7, процент набранных очков: 52 %. Матч с «Зенитом-2» «Динамо» выиграло 3:2.
Под руководством Дмитриева и Желудкова футболисты «Динамо» занимали на своей домашней арене — Малой спортивной арене стадиона «Петровский» — западную раздевалку под 4-м сектором. Ткаченко же предпочёл занять восточную раздевалку под 1-м сектором.

## Матчи
1 тур. «Динамо» — «Волга» (Тверь) 1:0

22 апреля. 1 тур: Динамо (Санкт-Петербург) — Волга (Тверь): 1-0

| 22 апреля 17-00 | \| Динамо (Санкт-Петербург) \| 1-0 (0-0) \| Волга (Тверь) \| \| Степанов, 51 \| Голы \| \| | Санкт-Петербург, МСА стадиона «Петровский» Зрителей: 2000 Судьи: Сморгачёв С.Б.(М.), Крохин А.С.(Клгр.), Полосин П.Л.(Клгр.) Инспектор: Фомичёв В.Ф.(Ив.) |
| В равной игре с весьма скудным количеством голевых моментов судьбу нервного матча решил единственный гол, забитый в начале второго тайма ценой травмы носа Сергеем Степановым. · Динамо: Иванов А., Лазарев, Кирсанов, Дмитриев, Иванов Д. (Акелькин, 90), Суанов (Петухов П., 81), Арап (Молокоедов, 90), Шевченко, Егор, Ягодкин, Степанов (Гурцкая, 55), Родин · Волга: Савченко, Рейзвих, Смирнов, Авдеев, Студнев, Пименов (Комаров, 61), Сухарев, Серенков, Хомутов (Везденецкий, 46), Лянге (Матюнин, 70), Белов · Кирсанов (41,гр.игра)(Д), Рейзвих (50,нед.пов)(В), Шевченко (67,гр.игра)(Д), Сухарев (68,нед.пов.)(В), Суанов (68,нед.пов)(Д) · Кирсанов(75,нед.пов)(Д), Сухарёв(90,гр.игра)(В) · Комаров (72,нанес.травмы)(В) |                                                                                            | |
| Динамо (Санкт-Петербург) | 1-0 (0-0)                                                                                  | Волга (Тверь) |
| Степанов, 51 | Голы                                                                                       | |

После 1 тура Динамо занимало 6е место, уступая лидеру первенства по разнице забитых/пропущенных мячей. Отрыв от последнего места: 3 очка.
1/256 финала Кубка России. «Динамо» — «Балтика-2» (Калининград) 2:1

- 26 апреля. 1/256 финала Кубка России[11]: Динамо (Санкт-Петербург) — Балтика-2 (Калининград): 2-1

| 26 апреля 16-30 | \| Динамо (Санкт-Петербург) \| 2-1 (1-1) \| Балтика-2 (Калининград) \| \| Акелькин (10, 1-0) Малаховский (80, 2-1) \| Голы \| Челохсаев (28, 1-1) \| | Санкт-Петербург, МСА «Петровский» Зрителей: 1500 Судьи: Беляев Л.А.(Чп.), Дуденков А.В.(Птз.), Касьянов И.В.(Л.О.)(Яр.) Инспектор:Лукьянцев Ю.И. |
| Гол Малаховского в концовке основного времени матча принёс хозяевам закономерную победу · Динамо: Иванов А., Петухов П., (Кирсанов, 46), Лазарев, Акелькин (Шевченко, 46), Дмитриев (Горбачев , 82), Иванов Д., Арап (Гурцкая Георгий, 84), Ягодкин, Малаховский, Родин, Петухов А. (Суанов, 46) · Балтика-2: Курчев (Гаврилов, 46), Коноплев, Крючков, Марущак, Крыштафович, Федорченко, Кулонов, Лунин (Андреев, 73), Веревкин (Цимбал, 46), Саная (Фомин, 16), Челохсаев (Деревянко, 77) · Ягодкин(15, грубая игра)(Д), Иванов Д.(63, нед.пов.)(Д), Фомин (85, нед.пов.)(Б), Горбачёв (88, грубая игра)(Д) | | |
| Динамо (Санкт-Петербург) | 2-1 (1-1) | Балтика-2 (Калининград) |
| Акелькин (10, 1-0) Малаховский (80, 2-1) | Голы | Челохсаев (28, 1-1) |

«Динамо» вышло в 1/128 финала Кубка России.
2 тур. «Смоленск» — «Динамо» 1:3

- 30 апреля. 2 тур[12]: ФК Смоленск — Динамо (Санкт-Петербург): 1-3

| 30 апреля 16-00 | \| ФК Смоленск \| 1-3 (1-1) \| Динамо (Санкт-Петербург) \| \| Бабурин (21, 1-1) \| Голы \| Суанов (12, 0-1), Родин (71, 1-2), Шевченко (86, 1-3) \| | Смоленск, стадион "Спартак" Зрителей: 2000 Судьи: Румянцев Д.Б.(Пс.), Кравченко Е.В.(Яр.), Любимков Е.В.(Яр.) Инспектор: Рунов Е.В.(М.) |
| В середине второго тайма преимущество гостей воплотилось в победный гол Родина. · Смоленск: Семенов, Кагазежев, Левковский, Евглов, Кантуев, Савкин (Андреев, 58), Чернецов, Федосов (Мелкадзе, 58), Бабурин, Нежелев, Соляник (Осипов, 68) · Динамо: Иванов А., Лазарев, Дмитриев, Иванов Д., Суанов (Гурцкая, 77), Арап, Шевченко (Акелькин, 87), Ягодкин, Степанов, Малаховский (Петухов А., 65), Родин · Чернецов(29, срыв атаки)(С), Бабурин(34, грубая игра)(C), Левковский П.И.(51, нед.пов.)(C), Гурцкая(87, грубая игра)(Д) · Бабурин(51,нед.пов.)(С),Чернецов(88,срыв атаки)(С) | | |
| ФК Смоленск | 1-3 (1-1) | Динамо (Санкт-Петербург) |
| Бабурин (21, 1-1) | Голы | Суанов (12, 0-1), Родин (71, 1-2), Шевченко (86, 1-3)                                                                                   |

После 2го тура Динамо занимало 2е место, уступая лидеру первенства по разнице забитых/пропущенных мячей. Отрыв от последнего места: 6 очков.

1/128 финала Кубка России. «Динамо» — «Волочанин-Ратмир» (Вышний Волочёк) 1:2

- 4 мая. 1/128 финала Кубка России[13]: Динамо (Санкт-Петербург) — Волочанин-Ратмир (Вышний Волочёк): 1-2

| 4 мая 16-30 | \| Динамо (Санкт-Петербург) \| 1-2 (0-2) \| Волочанин-Ратмир (Вышний Волочёк) \| \| Петухов А.(65, с пенальти, 1-2) \| Голы \| Кулько (11, 0-1) Гаджиев (40, 0-2) \| | Санкт-Петербург, МСА «Петровский» Зрителей: 1000 Судьи: Исаев А.В.(Вскр.), Шубин А.В.(Жк.), Мешков В.П.(М.О.) Инспектор: Аникин Ю.В.(М.) |
| Забив два мяча в первом тайме, гости спокойно довели матч до закономерной победы. · Динамо: Фролов В., Петухов П., Акелькин (Степанов, 46), Кирсанов, Арап (Суанов , 86), Ягодкин, Новицкий, Горбачев (Дмитриев , 46), Малаховский (Игнатьев, 46), Гурцкая (Басков, 60), Петухов А. · Волочанин-Ратмир: Смирнов Р., Михайлов (Зенин, 60), Избулатов, Кулько, Айдемиров, Смирнов М., Крючков (Резнюк,90), Трунев, Лукьянов, Гаджиев З., (Иванов, 46), Капитонов (Хохлов, 43) · Смирнов М.(21, грубая игра)(В), Хохлов (64, грубая игра)(В), Иванов (86, грубая игра)(В) | | |
| Динамо (Санкт-Петербург) | 1-2 (0-2) | Волочанин-Ратмир (Вышний Волочёк) |
| Петухов А.(65, с пенальти, 1-2) | Голы | Кулько (11, 0-1) Гаджиев (40, 0-2) |

«Динамо» выбыло из розыгрыша Кубка России на стадии 1/128 финала.
3 тур. «Динамо» — «Волочанин-Ратмир» (Вышний Волочёк) 1:1

- 8 мая. 3 тур[14]: Динамо (Санкт-Петербург) — Волочанин-Ратмир (Вышний Волочёк): 1-1

| 8 мая 17-00 | \| Динамо (Санкт-Петербург) \| 1-1 (0-0) \| Волочанин-Ратмир (Вышний Волочёк) \| \| Суанов (63, 1-0) \| Голы \| Айдемиров (90, 1-1) \| | Санкт-Петербург, МСА «Петровский» Зрителей: 1000 Судьи: Бесчастных М.Е.(М.), Веселов Д.М.(М.), Богданов А.И.(М.О.) Инспектор: Удаев А.П.(М.О.) |
| Упорный матч равных соперников мог завершиться победой любой из команд, однако, встреча · завершилась боевой ничьей:мяч, забитый Айдемировым красивейшим ударом из-за пределов · штрафной площади на 3ей добавленной минуте, спас гостей от поражения. · Динамо: Иванов А., Кирсанов, (Петухов А., 64), Дмитриев (Горбачев, 83), Иванов Д., Суанов (Игнатьев, 87), Арап, Шевченко, Ягодкин, Степанов, Малаховский (Петухов П., 85), Родин Вячеслав · Волочанин-Ратмир: Смирнов Р., Михайлов, Избулатов, Кулько, Айдемиров, Смирнов М., Крючков, Иванов, Трунев, Богатырев, Лукьянов · Арап(22, грубая игра)(Д) | | |
| Динамо (Санкт-Петербург) | 1-1 (0-0) | Волочанин-Ратмир (Вышний Волочёк) |
| Суанов (63, 1-0) | Голы | Айдемиров (90, 1-1) |

После 3го тура Динамо занимало 4е место, уступая лидеру первенства 2 очка. Отрыв от последнего места: 7 очков.
4 тур. «Зеленоград» (Москва) — «Динамо» 2:1

- 15 мая. 4 тур[15]: Зеленоград (Москва) — Динамо (Санкт-Петербург): 2-1

| 15 мая 13-00 | \| Зеленоград (Москва) \| 2-1 (0-0) \| Динамо (Санкт-Петербург) \| \| Кабанов (58, 1-0) Кабанов (74, с пенальти, 2-0) \| Голы \| Ягодкин (79, 2-1) \| | Химки, стадион "Новые Химки" Зрителей: 200 Судьи:Миневич В.Г.(См.), Янченко Ю.М.(См.), Криволапов А.С.(Ив.) Инспектор:Чинкин Н.Н.(Вл.) |
| В отличие от гостей, не сумевших воплотить игровое преимущество в первом тайме в гол, хозяева · использовали во втором 2 момента, забив со штрафного и пенальти голы, определившие исход матча. · Зеленоград: Давыдов, Никонов, Сердюков, Кабанов, Горшков (Киреев, 46), Клюев (Ряховский,58), Баркалов, Бовтало, Павленко (Вековищев, 80), Евсеев (Хлебников, 69), Малинин (Сапогов, 85) · Динамо: Иванов А., Лазарев, Кирсанов (Басков, 77), Иванов Д., Суанов (Малаховский, 46), Арап, Шевченко, Ягодкин, Степанов, Гурцкая (Игнатьев, 81), Родин · Бовтало(20, срыв атаки)(З), Суанов(43, нед.пов.)(Д), Евсеев(55, грубая игра)(З), Арап (64, нед.пов.)(Д), Родин(84, срыв атаки)(Д), Вековищев(86, нед.пов.)(З), Давыдов (90, нед.пов.)(З) | | |
| Зеленоград (Москва) | 2-1 (0-0) | Динамо (Санкт-Петербург) |
| Кабанов (58, 1-0) Кабанов (74, с пенальти, 2-0) | Голы | Ягодкин (79, 2-1) |

После 4 тура «Динамо» занимало 6 место, уступая лидеру первенства 5 очков. Отрыв от последнего места: 7 очков.
5 тур. «Динамо» — «Торпедо-РГ» (Москва) 2:2

- 22 мая. 5 тур[16]: Динамо (Санкт-Петербург) — Торпедо-РГ (Москва): 2-2

| 22 мая 17-30 | \| Динамо (Санкт-Петербург) \| 2:2 (1:0) \| Торпедо-РГ (Москва) \| \| Кирсанов (17, 1:0) Степанов (50, 2:1) \| Голы \| Чижиков (49, 1:1) Чижиков (81, 2:2) \| | Санкт-Петербург, МСА «Петровский» Зрителей: 1100 Судьи: Марамыгин Г.В.(Клгр.), Беляев Л.А.(Чп.), Жвакин Д.Н.(Л.О) Инспектор: Александров Е.Э.(Яр.) |
| Хозяева владели территориальным преимуществом и дважды вели в счёте, но дубль Чижикова принёс гостям ничью. · Отчаянный штурм ворот гостей в последнюю десятиминутку матча успехом не увенчался · Динамо: Иванов, Лазарев, Кирсанов (Игнатьев, 89), Дмитриев, Арап, Шевченко, Ягодкин, Степанов, Малаховский (Суанов, 70), Родин, Петухов А. (Гурцкая, 81) · Торпедо-РГ:Мигель, Манжосов (Белов, 31)(Маслюк, 69), Терещенко (Чижиков, 11), Тюрин, Мазалов, Аверьянов (Семак, 89), Таланцев, Перешивалов, Дугблей, Петухов, Баранов · Дугблей (4, Грубая игра)(Т), Родин (15, Грубая игра)(Д), Аверьянов (37, Сист.нарушения)(Т), Чижиков (42, Грубая игра)(Т), Петухов (62, Грубая игра)(Т), Дмитриев (65, Грубая игра)(Д) | | |
| Динамо (Санкт-Петербург) | 2:2 (1:0) | Торпедо-РГ (Москва) |
| Кирсанов (17, 1:0) Степанов (50, 2:1) | Голы | Чижиков (49, 1:1) Чижиков (81, 2:2) |

После 5го тура Динамо занимало 7 место, уступая лидеру первенства 5 очков. Отрыв от последнего места: 7 очков.
6 тур. «Зенит-2» (Санкт-Петербург) — «Динамо (Санкт-Петербург)» 1:4

- 22 мая. 6 тур[17]: Зенит-2 (Санкт-Петербург) — Динамо (Санкт-Петербург): 1-4

| 29 мая 17:00 | \| Зенит-2 (Санкт-Петербург) \| 1:4 (0:2) \| Динамо (Санкт-Петербург) \| \| Ефимов (31, с пенальти, 1:2) \| Голы \| Суанов (1, 0:1) Суанов (15, 0:2) Кирсанов (74, 1:3) Петухов А.(90, 1:4) \| | Санкт-Петербург, МСА «Петровский» Зрителей: 1200 Судьи: Козьмин Д.Г. (СПБ), Казарцев В.А. (СПБ), Егоров А.Н. (СПБ) Инспектор: Макаров Ю.М. (В.Л.) |
| · После того как номинальные хозяева поля в начале второго тайма сквитали один гол, им удалось прижать · футболистов «Динамо» к своим воротам и счёт едва не стал равным. Но за 16 минут до конца матча Кирсанов · вновь увеличил разрыв до 2 мячей и снял вопросы о победителе матча · Зенит-2: Арсеньев, Тарасюк, Ефимов, Давыдов, Стренаков, Савельев (Канавченко, 46), Николахин, Андреев (Федоров, 84), Маркелов, Першин, Полевиков · Динамо: Иванов А., Лазарев, Кирсанов, Суанов, (Басков, 73), Арап (Молокоедов, 69), Шевченко, Ягодкин, Степанов, Горбачев, Малаховский (Петухов А., 46), Родин · Андреев (14, срыв атаки)(З), Родин (34, грубая игра)(Д), Ефимов (40, грубая игра)(З), Шевченко (56, срыв атаки)(Д), Тарасюк (90, нед.пов.)(З) | | |
| Зенит-2 (Санкт-Петербург) | 1:4 (0:2) | Динамо (Санкт-Петербург) |
| Ефимов (31, с пенальти, 1:2) | Голы | Суанов (1, 0:1) Суанов (15, 0:2) Кирсанов (74, 1:3) Петухов А.(90, 1:4)                                                                           |

После 6 тура «Динамо» занимало 6 место, уступая лидеру первенства 3 очка. Отрыв от последнего места: 10 очков.
7 тур. «Динамо» — «Динамо» (Вологда) 2"0
- 5 июня. 7 тур[18]: Динамо (Санкт-Петербург) — Динамо (Вологда): 2-0

| 5 июня 17-30 | \| Динамо (Санкт-Петербург) \| 2-0 (2-0) \| Динамо (Вологда) \| \| Родин (26, 1-0) Петухов А. (30, 2-0) \| Голы \| \| | Санкт-Петербург, МСА «Петровский» Зрителей: 1500 Судьи: Рогулев В.В.(М.), Крохин А.С.(Клгр.), Федотов И.А.(М.) Инспектор: Иванов А.Ю.(Кс.) |
| Уступая по игре во втором тайме и большую часть первого хозяева сумели одержать победу за счёт голов, · забитых в первом тайме после подачи штрафного и проведённой контратаки. Несмотря на обилие голевых · моментов у ворот хозяев, счёт первого тайма сохранился на табло до конца матча. · Динамо (Санкт-Петербург): Иванов А., Лазарев, Дмитриев, Суанов (Басков, 66), Арап, Шевченко, Ягодкин (Петухов П., 84), Степанов, Родин, Кирсанов (Акелькин, 79), Петухов А. (Малаховский, 71) · Динамо (Вологда): Петров, Мырза (Сапожников, 76), Крупенин, Ушаков, Василенко, Солнцев, Бабарыкин (Курнаев, 74), Демченко (Настусенко, 68), Воронцов, Горюнов (Пискарёв, 63), Глазюков (Тюрин, 84) · Лазарев (50, грубая игра)(Д-СПб), Кирсанов (78, нед.пов)(Д-СПб) | | |
| Динамо (Санкт-Петербург) | 2-0 (2-0) | Динамо (Вологда) |
| Родин (26, 1-0) Петухов А. (30, 2-0) | Голы | |

После 7 тура «Динамо» занимало 5 место, уступая лидеру первенства 2 очка. Отрыв от последнего места: 13 очков.
8 тур. «Спортакадемклуб» (Москва) — «Динамо» 1:1

- 12 июня. 8 тур[19]: Спортакадемклуб (Москва) — Динамо (Санкт-Петербург): 1-1

| 12 июня 18-30 | \| Спортакадемклуб (Москва) \| 1-1 (0-0) \| Динамо (Санкт-Петербург) \| \| Родин (48, 1-0) \| Голы \| Лазарев (90, 1-1) \| | Москва, стадион ФОП "Измайлово" Зрителей: 700 Судьи: Кузнецов С.В.(Кзв), Янченко Ю.М.(См.), Миневич В.Г.(См.) Инспектор: Чинкин Н.Н.(Вл.) |
| Игра проходила с некоторым преимуществом хозяев, которое воплотилось в гол в начале второго тайма. · Однако, гол Лазарева на последних секундах встречи позволил гостям, показавшим не самую выразительную · игру, уйти от поражения. · Спортакадемклуб: Комаров, Шебаршин, Гордеев, Кузнецов, Рустан, Рахимов, Мавлетдинов (Билялетдинов, 81), Лунин (Хабаров, 73), Бураков, Родин, Прокопенко (Хулордава, 90) · Динамо: Иванов А., Ягодкин (Петухов П., 4), Родин, Лазарев, Дмитриев, Степанов (Басков , 64) Кирсанов, Арап, Шевченко, Петухов А. (Игнатьев, 72), Суанов (Малаховский, 62) · | | |
| Спортакадемклуб (Москва) | 1-1 (0-0) | Динамо (Санкт-Петербург) |
| Родин (48, 1-0) | Голы | Лазарев (90, 1-1) |

После 8 тура «Динамо» занимало 5 место, уступая лидеру первенства 2 очка. Отрыв от последнего места: 11 очков
9 тур. «Динамо» — «Шексна» Череповец 2:1

- 19 июня. 9 тур[20]: Динамо (Санкт-Петербург) — Шексна (Череповец): 2-1

| 19 июня 17-30 | \| Динамо (Санкт-Петербург) \| 2:1 (2:0) \| Шексна (Череповец) \| \| Шевченко (6, 1-0) Малаховский (35, 2-0) \| Голы \| Шестаков (58, 2-1) \| | Санкт-Петербург, МСА «Петровский» Зрителей: 1500 Судьи: Мареев Д.Н.(М.), Еремин Н.С.(М.), Матюнин А.В.(М.) Инспектор: Мавков А.Ф.(Ив.) |
| Хозяева провели первый тайм лучше соперника и заслуженно вели к перерыву с разницей в 2 мяча. · Однако, гол, забитый Шестаковым в начале второго тайма, сначала отменённый, а потом всё-таки · засчитанный, воодушевил гостей - второй тайм прошёл в равной интересной борьбе, забить имели · возможность обе команды, но матч так и завершился со счётом 2-1. · Динамо: Иванов А., Петухов П. (Дмитриев, 46), Лазарев, Кирсанов, Суанов (Басков, 66), Арап, Шевченко, Кондрашов, Степанов (Акелькин, 89), Малаховский (Игнатьев, 83), Родин · Шексна: Приходько, Шестаков, Сидоренков, Баранов, Мурашов (Попов, 38), Кренделев, Рожнов (Фельк, 72), Шереметьев (Бутин, 67), Буклеев (Макеев, 46), Гнедов, Калинин (Квирквелия, 83) · Лазарев (29, грубая игра)(Д), Шереметьев (30, грубая игра)(Ш), Кирсанов (71, грубая игра)(Д), Гнедов (71, нед.пов.)(Ш), Шевченко (81, грубая игра)(Д) | | |
| Динамо (Санкт-Петербург) | 2:1 (2:0) | Шексна (Череповец) |
| Шевченко (6, 1-0) Малаховский (35, 2-0) | Голы | Шестаков (58, 2-1) |

После 9 тура «Динамо» занимало 2 место, уступая лидеру первенства 2 очка. Отрыв от последнего места: 14 очков
10 тур. «Нара-Десна» (Наро-Фоминск) — «Динамо» 0:0

- 26 июня. 10 тур[21]: Нара-Десна (Наро-Фоминск) — Динамо (Санкт-Петербург): 0-0

| 26 июня 18-00 | \| Нара-Десна (Наро-Фоминск) \| 0-0 \| Динамо (Санкт-Петербург) \| | Наро-Фоминск, стадион КСК "Нара" Зрителей: 2000 Судьи: Глебов А.Е.(Кур.), Гречишников А.Л.(Кур.), Деушев Р.Х.(М.) Инспектор: Бибик Н.К.(М.) |
| Игра прошла в упорной борьбе, однако, ни одна из команд не смогла реализовать свои голевые моменты · и матч завершился нулевой ничьей. · Нара-Десна: Гусев, Клюев, Денисенко, Романов (Храмов, 61), Петренко, Розыев, Узойкин, Навоченко, Лопаткин (Думанский, 77), Гонежуков, Гончаров · Динамо: Иванов А., Лазарев, Кирсанов, Дмитриев, Суанов (Игнатьев, 84), Арап (Басков, 78), Шевченко, Кондрашов, Степанов, Малаховский (Иванов Д., 89), Родин · Дмитриев (27, грубая игра)(Д) · Дмитриев (87, грубая игра)(Д) |                                                                    | |
| Нара-Десна (Наро-Фоминск) | 0-0                                                                | Динамо (Санкт-Петербург) |

После 10 тура «Динамо» занимает 2 место, уступая лидеру первенства 5 очков. Отрыв от последнего места: 12 очков
11 тур. «Динамо» — «Спартак» (Кострома) 3:1

- 3 июля. 11 тур[22]: Динамо (Санкт-Петербург) — Спартак (Кострома): 3-1

| 3 июля 17-30 | \| Динамо (Санкт-Петербург) \| 3-1 (1-1) \| Спартак (Кострома) \| \| Суанов (15, с пенальти, 1-0) Басков (61, 2-1) Петухов А.(89, 3-1) \| Голы \| Соколов (45, 1-1) \| | Санкт-Петербург, МСА «Петровский» Зрителей: 2150 Судьи:Харламов В.А. (М.), Саманюк В.П.(Птз.), Титко С.Ф. (Кмг) Инспектор: Проценко В.В. (Блш.) |
| Незабитый пенальти: Захаров М. (С) 70' (вратарь) · Судьба встречи команд, занимающих в первенстве перед туром 2-е и 1-е места решилась в середине второго тайма: · Басков сумел воспользоваться оплошностью вратаря гостей, неудачно сыгравшего на выходе, и вывел хозяев вперёд, а Захаров упустил через 10 минут верный шанс сравнять счёт, не сумев переиграть с 11-метровой отметки Анатолия Иванова · Динамо: Иванов А., Лазарев, Кирсанов, (Петухов П., 89), Суанов, Шевченко (Игнатьев, 83), Ягодкин, Басков, Кондрашов, Степанов (Иванов Д., 78), Малаховский (Петухов А., 61), Родин · Спартак: Марков, Жильцов (Курданин, 67), Бойков, Соколов, Химич, Енин, Парняков, Тищенко, Опанасюк (Макиев, 86), Женус (Захаров М., 43), Кузнецов · Опанасюк (28, нед.пов.)(С), Кондрашов (41, грубая игра)(Д), Родин (47, грубая игра)(Д), Захаров М.Н. (76, грубая игра)(С), Степанов (83, грубая игра)(Д), Тищенко (89, нед.пов.)(С) | | |
| Динамо (Санкт-Петербург) | 3-1 (1-1) | Спартак (Кострома) |
| Суанов (15, с пенальти, 1-0) Басков (61, 2-1) Петухов А.(89, 3-1) | Голы | Соколов (45, 1-1) |

После 11 тура «Динамо» занимало 2 место, уступая лидеру первенства 1 очко. Отрыв от последнего места: 15 очков
12 тур. «Торпедо» (Владимир) — «Динамо» 2-2
- 9 июля. 12 тур[23]: Торпедо (Владимир) — Динамо (Санкт-Петербург): 2-2

| 9 июля 18-00 | \| Торпедо (Владимир) \| 2-2 (1-1) \| Динамо (Санкт-Петербург) \| \| Втюрин (37, 1-1) Смирнов (69, 2-1) \| Голы \| Малаховский (30, 0-1) Игнатьев (88, 2-2) \| | Владимир, стадион «Торпедо» Зрителей: 2000 Судьи: Минц И.Б. (Н.Н.), Зайцев Д.С. (Н.Н.), Малеев Р.В. (Вык.) Инспектор: Александров Е.Э. (Яр.) |
| Хозяева поля во втором тайме владели заметным преимуществом и имели возможность одержать победу с разницей · в несколько мячей, однако не реализовали свои моменты. Вышедший же на замену Игнатьев спас гостей от поражения · за 2 минуты до окончания основного времени матча · Торпедо: Масленников, Акимов, Кирпичников, Трофимов, Меньщиков (Фальковский, 57), Прошин, Смирнов (Малков, 79), Зинин, Тюргашкин, Боллоев, Втюрин (Малышев, 61) · Динамо: Иванов А., Кирсанов, Дмитриев, Иванов Д., Суанов (Петухов А., 70), Шевченко (Акелькин, 89), Ягодкин, Басков, Кондрашов, Степанов, Малаховский, (Игнатьев, 78) · Втюрин (6, Грубая игра)(Т), Трофимов (69, Грубая игра)(Т), Масленников (86, Неспорт.пов.)(Т) | | |
| Торпедо (Владимир) | 2-2 (1-1) | Динамо (Санкт-Петербург) |
| Втюрин (37, 1-1) Смирнов (69, 2-1) | Голы | Малаховский (30, 0-1) Игнатьев (88, 2-2) |

После 12 тура «Динамо» занимает 3 место, уступая лидеру первенства 3 очка. Отрыв от последнего места: 16 очков
13 тур. «Динамо» — «Балтика-2» (Калининград) 0:1

- 16 июля. 13 тур[24]: Динамо (Санкт-Петербург) — Балтика-2 (Калининград): 0-1

| 16 июля 17-00 | \| Динамо (Санкт-Петербург) \| 0-1 (0-0) \| Балтика-2 (Калининград) \| \| \| Голы \| Коробков (55) \| | Санкт-Петербург, МСА «Петровский» Зрителей: 2000 Судьи: Корнеев А.В.(Рз), Чеботарёв А.С.(М.), Можар Т.Е.(М.) Инспектор: Кистерев В.В.(М.) |
| Не сумев в первом тайме распечатать ворота команды из нижней части турнирной таблицы, хозяева во второй тайме · растерялись, пропустили гол от самоотверженно играющих гостей, не смогли наладить атакующую игру и в итоге · потерпели первое в сезоне домашнее поражение в первенстве в сезоне 2007. · Динамо: Иванов А., Лазарев, Акелькин (Малаховский, 37), Кирсанов, Иванов Д., Суанов (Игнатьев, 63), Шевченко, (Дмитриев, 89), Ягодкин (Петухов П., 63), Кондрашов (Петухов А., 74), Степанов, Родин · Балтика-2: Гаврилов (Курчев, 46), Коноплев, Крючков (Гибадуллин, 46), Марущак, Крыштафович, Кулаков, Цымбал, Федорченко (Деревянко, 76), Лунин, Коробков (Землянский, 68), Саная · Родин (73, грубая игра)(Д) | | |
| Динамо (Санкт-Петербург) | 0-1 (0-0)                                                                                             | Балтика-2 (Калининград) |
| | Голы                                                                                                  | Коробков (55) |

После 13 тура «Динамо» занимало 5 место, уступая лидеру первенства 3 очка. Отрыв от последнего места: 15 очков
14 тур. «Динамо» — «Спартак» (Щёлково) 1:2

- 22 июля. 14 тур[25]: Динамо (Санкт-Петербург) — Спартак (Щёлково): 1-2

| 22 июля 17-30 | \| Динамо (Санкт-Петербург) \| 1-2 (1-1) \| Балтика-2 (Калининград) \| \| Суанов (22, с пенальти, 1-1) \| Голы \| Процеров (19, 0-1) Процеров (55, 1-2) \| | Санкт-Петербург, МСА «Петровский» Зрителей: 1500 Судьи: Волков В.В.(М.), Веселовский О.М.(М.), Чельцов Д.В.(М.) Инспектор: Кучеров М.Н.(Яр.) |
| Во второй тайме хозяева безвольно отдали инициативу гостям, за что и поплатились пропущенным практически сразу · после перерыва голом и вторым подряд домашним поражением. · Динамо: Иванов А., Лазарев, Кирсанов, Суанов (Петухов А., 64), Арап, Шевченко (Иванов Д., 53), Ягодкин, Кондрашов, Степанов, Малаховский (Игнатьев, 60), Родин · Спартак: Тихонов (Фатеев, 46), Албаков (Николаев, 89), Смирнов, Хлестов, Книтель, Дубовик, Шахов, Кулев, Дураков, Бакурский (Коваленко, 87), Процеров (Щипков, 90) · Ягодкин (19, неспорт. пов.)(Д), Тихонов (45, неспорт. пов.)(С), Шевченко (49, неспорт. пов.)(Д), Степанов (57, неспорт. пов.)(Д), Петухов А.(75, неспорт.пов.)(Д), Родин (90, грубая игра)(Д) | | |
| Динамо (Санкт-Петербург) | 1-2 (1-1) | Балтика-2 (Калининград) |
| Суанов (22, с пенальти, 1-1) | Голы | Процеров (19, 0-1) Процеров (55, 1-2) |

После 14 тура «Динамо» занимало 5 место, уступая лидеру первенства 6 очка. Отрыв от последнего места: 14 очков
15 тур. «Реутов» — «Динамо» 1:1

- 28 июля. 15 тур[26]: ФК «Реутов» — Динамо (Санкт-Петербург): 1-1

| 28 июля 18-30 | \| ФК «Реутов» \| 1-1 (0-1) \| Динамо (Санкт-Петербург) \| \| Элдерханов (90, 1-1) \| Голы \| Ягодкин (36, 0-1) \| | Реутов, стадион «Старт» Зрителей: 1000 Судьи: Шпилев Д.А.(Бд.), Подоляко А.Н.(Бд.), Иванов М.В.(Бд.) Инспектор: Антонян Р.А.(М.) |
| Хозяева имели все шансы рассчитывать на победу, но несмотря на имеющееся преимущество, сумели лишь на · последних секундах усилиями Элдерханова свести матч к ничьей: в первом тайме гости использовали розыгрыш · углового, реализовав один из немногих имеющихся у них моментов в этой встрече. · Реутов: Кликин, Авдеев, Карлащук (Карев, 76), Хансуваров, Лихачев, Элдерханов, Котов, Леонов, Выставкин (Хуршудян, 46), Саркисов, Джубанов (Куров, 46) · Динамо: Иванов А., Ягодкин, Кондрашов, Родин, Лазарев (Дмитриев,74), Петухов П. (Горбачев, 70), Степанов, Кирсанов, Петухов А. (Иванов Д., 46), Суанов, Игнатьев (Малаховский, 81) · Степанов (11, срыв атаки)(Д), Кондрашов (33, неспорт. пов.)(Д), Хансуваров (45, грубая игра)(Р), Элдерханов (65, неспорт. пов.)(Р), Саркисов (72, грубая игра)(Р) | | |
| ФК «Реутов» | 1-1 (0-1) | Динамо (Санкт-Петербург) |
| Элдерханов (90, 1-1) | Голы | Ягодкин (36, 0-1) |

После 15 тура «Динамо» занимало 7 место, уступая лидеру первенства 8 очков. Отрыв от последнего места: 15 очков
16 тур. «Динамо» — «Смоленск» 4:0

- 3 августа. 16 тур[27]: Динамо (Санкт-Петербург) — ФК «Смоленск»: 4-0

| 3 августа 17-30 | \| Динамо (Санкт-Петербург) \| 4-0 (3-0) \| ФК «Смоленск» \| \| Гурцкая (16, 1-0) Игнатьев С.С. (36, 2-0) Гурцкая (44, 3-0) Кондрашов А.Ю. (76, 4-0) \| Голы \| \| | Санкт-Петербург, МСА «Петровский» Зрителей: 800 Судьи: Федулов В.В.(Рз.), Пчелинцев А.А.(Рз.), Беляев Л.А.(Чп.) Инспектор: Лукьянцев Ю.И.(Ков) |
| Забив 3 безответных мяча в первом тайме, во втором хозяева заметно расслабились и гости имели несколько реальных шансов сквитать один или несколько мячей, но в итоге финальная точка в матче была поставлена Андреем Кондрашовым, поразившим на 76 минуте ворота гостей со штрафного. · Динамо: Иванов А. (Фролов В., 81), Кирсанов, Иванов Д., Суанов (Дмитриев, 82), Игнатьев, Ягодкин (Петухов П., 87), Кондрашов, Степанов, Малаховский, Гурцкая, Родин (Горбачев, 87) · Смоленск: Семенов, Ожерельев (Гогия, 46), Глушенков, Левковский, Евплов (Зенкин, 68), Соляник, Контиев (Поверенков, 46), Андреев (Ибрагимов, 46), Бабурин, Нежелев (Бизюков, 74) Лобанов · Суанов (18, грубая игра)(Д), Ягодкин (64, грубая игра)(Д) | | |
| Динамо (Санкт-Петербург) | 4-0 (3-0) | ФК «Смоленск» |
| Гурцкая (16, 1-0) Игнатьев С.С. (36, 2-0) Гурцкая (44, 3-0) Кондрашов А.Ю. (76, 4-0) | Голы | |

После 16 тура «Динамо» занимало 7 место, уступая лидеру первенства 6 очков. Отрыв от последнего места: 18 очков
17 тур. «Волочанин-Ратмир» (Вышний Волочёк) — «Динамо» 1:1

- 9 августа. 17 тур[28]: Волочанин-Ратмир (Вышний Волочёк) — Динамо (Санкт-Петербург): 1-1

| 9 августа 18-00 | \| Волочанин-Ратмир (Вышний Волочёк) \| 1-1 (1-0) \| Динамо (Санкт-Петербург) \| \| Крючков (32, 1-0) \| Голы \| Суанов (64, с пенальти, 1-1) \| | Вышний Волочёк, стадион «Спартак» Зрителей: 1200 Судьи: Рогулев В.В.(М.), Веселов Д.М.(М.), Сморгачев С.Б.(М.) Инспектор: Мавков А.Ф.(Ив.) |
| В первом тайме хозяева владели преимуществом и заслуженно повели в счёте. Во втором же гостям удалось обострить · игру на чужой половине поля и заработать пенальти, который реализовал Суанов. В оставшиеся 25 минут игры обе · команды имели равные шансы но успех, но победитель так и не был выявлен · Волочанин-Ратмир: Смирнов, Гаджиев, Зенин (Лукьянов, 85), Избулатов, Кулько, Айдемиров, Смирнов, Крючков (Богатырев, 90), Иванов (З.Гаджиев, 46), Трунёв, Капитонов · Динамо: Иванов А., Кирсанов, Иванов Д., (Дмитриев, 89), Суанов (Арап, 65), Игнатьев, Ягодкин, Кондрашов, Степанов, Малаховский, Гурцкая (Черевко, 46), Родин · Айдемиров (23, неспорт.пов.)(В), Суанов (37, грубая игра)(Д), Смирнов (44, неспорт.пов.)(В), Избулатов (63, неспорт.пов.)(В), Кондрашов (70, грубая игра)(Д) | | |
| Волочанин-Ратмир (Вышний Волочёк) | 1-1 (1-0) | Динамо (Санкт-Петербург) |
| Крючков (32, 1-0) | Голы | Суанов (64, с пенальти, 1-1) |

После 17 тура «Динамо» занимало 7 место, уступая лидеру первенства 5 очков. Отрыв от последнего места: 16 очков
18 тур. «Динамо» — «Зеленоград» (Москва) 1:0

- 16 августа. 18 тур[29]: Динамо (Санкт-Петербург) — Зеленоград (Москва): 1-0

| 16 августа 17-30 | \| Динамо (Санкт-Петербург) \| 1-0 \| Зеленоград (Москва) \| \| Кондрашов (17, с пенальти) \| Голы \| \| | Санкт-Петербург, МСА «Петровский» Зрителей: 2000 Судьи: Любимков Е.В.(Яр.), Кравченко Г.В.(Пс.), Румянцев Д.Б.(Пс.) Инспектор: Филонов И.В.(Арх.) |
| Единственный гол был забит Кондрашовым в середине первого тайма с пенальти. Несмотря на невразумительную игру, хозяевам удалось удержать · преимущество и довести матч до победы · Динамо: Иванов А., Черевко (Лазарев, 63), Кирсанов, Игнатьев, Кондрашов, Степанов, Дубровин (Арап, 60), Малаховский (Дмитриев Алексей, 87), Гурцкая (Басков, 70), Родин, Ягодкин · Зеленоград: Овсянкин, Соломатин (Романов, 46), Шерстюков, Кабанов, Хлебников, Горшков, Павленко, Ряховский, Баркалов, Киреев, Вековищев (Савельев, 71) · Кондрашов (25, грубая игра)(Д), Хлебников (36, неспорт.пов.)(З), Гурцкая (45, неспорт.пов.)(Д) | | |
| Динамо (Санкт-Петербург) | 1-0 | Зеленоград (Москва) |
| Кондрашов (17, с пенальти) | Голы | |

После 18 тура «Динамо» занимало 6 место, уступая лидеру первенства 5 очков. Отрыв от последнего места: 19 очков
19 тур. «Торпедо-РГ» (Москва) — «Динамо» 2:0

- 22 августа. 19 тур[30]: Торпедо-РГ (Москва) — Динамо (Санкт-Петербург): 2-0

| 22 августа | \| Торпедо-РГ (Москва) \| 2-0 \| Динамо (Санкт-Петербург) \| \| Маслюк (52, 1-0) Чижиков (87, с пенальти, 2-0) \| Голы \| \| | Москва, стадион «Заря» Зрителей: 450 Судьи: Егоров А.А.(См.), Антонов О.Л.(Рзв.), Кочергин В.А.(Пнз.) Инспектор: Быковский В.П.(М.) |
| Хозяева одержали уверенную победу, реализовав своё преимущество во втором тайме · Торпедо-РГ: Баранов, Терещенко (Стрельцов, 70), Мазалов, Нельсон (Тюрин, 53), Белов (Нефедьев, 46), Коловоротный, Таланцев (Дугблей, 46), Перешивалов, Чижиков, Семак, Маслюк · Динамо: Иванов А., Бовтало, Ягодкин, Родин, Степанов (Гурцкая, 62), Церюта (Лазарев, 70), Кирсанов, Дубровин (Шевченко, 46), Черевко (Иванов Д., 90), Малаховский, Игнатьев (Арап Максим, 46) · Коловоротный Ю.А. (22, неспорт.пов.)(Т), Кирсанов (30, неспорт.пов.)(Д), Нельсон (31, грубая игра)(Т), Бовтало (60, неспорт.пов.)(Д), Стрельцов (83, грубая игра)(Т), Шевченко (84, неспорт.пов.)(Д) | | |
| Торпедо-РГ (Москва) | 2-0 | Динамо (Санкт-Петербург) |
| Маслюк (52, 1-0) Чижиков (87, с пенальти, 2-0) | Голы | |

После 19 тура «Динамо» занимало 6 место, уступая лидеру первенства 5 очков. Отрыв от последнего места: 16 очков
20 тур. «Динамо» — «Зенит-2» (Санкт-Петербург) 3-2
- 28 августа. 20 тур[31]: Динамо (Санкт-Петербург) — Зенит-2 (футбольный клуб) (Санкт-Петербург): 3-2

| 28 августа 17-30 | \| Динамо (Санкт-Петербург) \| 3-2 \| Зенит-2 (Санкт-Петербург) \| \| Дубровин (18, 1-0) Фролов Р. (27, 2-0) Черевко (77, 3-1) \| Голы \| Ефимов (49, с пенальти, 2-1) Филиппов (83, 3-2) \| | Санкт-Петербург, МСА «Петровский» Зрителей: 1500 Судьи: Козьмин Д.Г.(СПБ), Сухарёнок И.В.(СПБ), Филомафитский М.Ю.(СПБ) Инспектор: Объедков Н.Ю.(СПБ) |
| Номинальные хозяева поля владели небольшим территориальным преимуществом, которое и воплотили в первом тайме в два гола. Во втором тайме · картина изменилась и в итоге «Динамо» едва-едва сумело выиграть с разницей в один мяч · Динамо: Иванов А., Черевко (Гурцкая, 83), Бовтало, Арап, Шевченко (Церюта, 87), Игнатьев, Кондрашов, Степанов, Дубровин (Малаховский, 65), Родин, Фролов Р. (Басков, 46) · Зенит-2: Трункин, Ковалев, Федоров (Полевиков, 85), Давыдов, Шкарин, Канавченко, Милосердов (Кузьмичев, 81), Николахин, Ефимов, Андреев, Филиппов · Родин (60, грубая игра)(Д) | | |
| Динамо (Санкт-Петербург) | 3-2 | Зенит-2 (Санкт-Петербург) |
| Дубровин (18, 1-0) Фролов Р. (27, 2-0) Черевко (77, 3-1) | Голы | Ефимов (49, с пенальти, 2-1) Филиппов (83, 3-2) |

После 20 тура «Динамо» занимало 5 место, уступая лидеру первенства 5 очков. Отрыв от последнего места: 19 очков
21 тур. «Динамо» (Вологда) — «Динамо» 0-0
- 3 сентября. 21 тур[32]: Динамо (Вологда) — Динамо (Санкт-Петербург): 0-0

| 3 сентября 18-00 | \| Динамо (Вологда) \| 0-0 \| Динамо (Санкт-Петербург) \| | Вологда, стадион «Динамо» Зрителей: 1500 Судьи: Мареев Д.Н.(М.), Боярский Д.А.(М.), Копылов А.А.(М.) Инспектор: Кучеров М.Н.(Яр.) |
| Несмотря на то, что почти весь второй тайм гости играли в меньшинстве после удаления Бовтало, шансы победить у команд были примерно равные. · Однако счёт в матче так и не был открыт · Динамо (Вологда): Петров, Валиулин, Ушаков, Крупенин, Солнцев, Сапожников (Тюрин, 86), Курнаев (Бабарыкин, 74), Воронцов, Горюнов (Пискарев, 72), Демченко, Настусенко · Динамо (Санкт-Петербург): Дьяконов, Родин, Кондрашов, Бовтало, Церюта (Ягодкин, 46), Черевко, Кирсанов (Басков, 90), Дубровин (Степанов, 86), Арап (Игнатьев, 46), Шевченко, Фролов Р. (Малаховский, 61) · Бовтало (12, грубая игра)(Д-СПб), Солнцев (24, неспорт.пов.)(Д-Вол), Кондрашов (24, неспорт.пов.)(Д-СПб), Валиулин (48, неспорт.пов.)(Д-Вол), Кирсанов (60, грубая игра)(Д-СПб), Крупенин (65, грубая игра)(Д-Вол), Черевко (70, грубая игра)(Д-СПб) · Бовтало (53, грубая игра) |                                                           | |
| Динамо (Вологда) | 0-0                                                       | Динамо (Санкт-Петербург) |

После 21 тура «Динамо» занимало 6 место, уступая лидеру первенства 5 очков. Отрыв от последнего места: 17 очков
22 тур. «Динамо» — «Спортакадемклуб» (Москва) 0:0

- 10 сентября. 22 тур[33]: Динамо (Санкт-Петербург) — Спортакадемклуб (Москва): 0-0

| 10 сентября 17-00 | \| Динамо (Санкт-Петербург) \| 0-0 \| Спортакадемклуб (Москва) \| | Санкт-Петербург, МСА «Петровский» Зрителей: 1500 Судьи: Глот А.А.(Яр.), Беляев Л.А.(Чп.), Кузнецов М.А.(Рм.) Инспектор: Кадыков С.П.(Кг.) |
| На 11-й минуте после удаления Лунина гости остались в меньшинстве и закрылись на своей половине. · Открыть счёт ни одной команде так и не удалось. · Динамо: Дьяконов, Дубровин, Черевко, Родин, Фролов Р., Шевченко, Игнатьев (Басков, 59), Ягодкин, Кондрашов, Малаховский, Кирсанов (Гурцкая, 27) · Спортакадемклуб: Комаров, Гордеев, Королев, Шебаршин, Рахимов Р., Рустан, Билялетдинов, Бураков, Лунин, Прокопенко (Родионов, 80), Суанов (Саная, 60) (Родин, 87) · Черевко (11, грубая игра)(Д), Игнатьев (26, неспорт.пов.)(Д), Кондрашов (63, неспорт.пов.)(Д), Дубровин (67, грубая игра)(Д) · Лунин (11, уд.соп.ногой) |                                                                   | |
| Динамо (Санкт-Петербург) | 0-0                                                               | Спортакадемклуб (Москва) |

После 22 тура «Динамо» занимало 5 место, уступая лидеру первенства 7 очков. Отрыв от последнего места: 15 очков
23 тур. «Шексна» (Череповец) — «Динамо» 0:2

- 16 сентября. 23 тур[34]: Шексна (Череповец) — Динамо (Санкт-Петербург): 0-2

| 16 сентября 18-00 | \| Шексна (Череповец) \| 0:2 (0:0) \| Динамо (Санкт-Петербург) \| \| \| Голы \| Игнатьев (68, 0-1) Фролов Р.(90, 0-2) \| | Череповец, стадион «Металлург» Зрителей: 1200 Судьи: Волков В.В.(М.), Веселовский О.М.(М.), Чельцов Д.В.(М.) Инспектор: Антонян Р.А.(М.) |
| В середине второго тайма гости смогли воплотить игровое преимущество в гол и одержать победу. · Шексна: Приходько, Мурашов, Абрамов, Ершов, Емкужев (Сидоренков, 85), Рожнов, Буклеев (Григорьев, 75), Шереметьев (Бутин, 72), Сачков (Кренделев, 60), Калинин, Гнедов · Динамо: Дьяконов, Родин, Ягодкин, Кондрашов, Бовтало (Иванов Д., 82), Шевченко, Кирсанов (Черевко, 46), Дубровин, Басков, Малаховский (Фролов Р., 87), Игнатьев · Дубровин (27, грубая игра)(Д), Кондрашов (34, неспорт.пов.)(Д), Мурашов М.Н.(41, неспорт.пов.)(Ш), Шереметьев А.Н.(57, грубая игра)(Ш), Малаховский (74, неспорт.пов.)(Д), Емкужев (80, неспорт.пов.)(Ш), Григорьев (90, грубая игра)(Ш), Шевченко (90, неспорт.пов.)(Д) | | |
| Шексна (Череповец) | 0:2 (0:0) | Динамо (Санкт-Петербург) |
| | Голы | Игнатьев (68, 0-1) Фролов Р.(90, 0-2) |

После 23 тура «Динамо» занимало 5 место, уступая лидеру первенства 7 очков. Отрыв от последнего места: 17 очков
24 тур. «Динамо» — «Нара-Десна» (Наро-Фоминск) 2:1

- 22 сентября. 24 тур[35]: Динамо (Санкт-Петербург) — Нара-Десна (Наро-Фоминск): 2-1

| 22 сентября 17-00 | \| Динамо (Санкт-Петербург) \| 2-1 (0-0) \| Нара-Десна (Наро-Фоминск) \| \| Басков (53, 1-0) Арап (83, 2-0) \| Голы \| Глебов (84, 2-1) \| | Санкт-Петербург, МСА «Петровский» Зрителей: 1200 Судьи: Лукин Ю.С. (Арх.), Рушаков В.А.(Арх.), Симоненко С.С.(М.) Инспектор: Рунов Е.В.(М.) |
| Первый тайм оказался весьма скудным на опасные моменты. В начале же второго Гусев не смог удержать · скользкий мяч после удара Баскова со штрафного и счёт в матче был открыт. Гол Арапа за 7 минут до конца игры, · казалось, снял вопросы об исходе матча, однако, менее, чем через минуту Глебов сократил отставание до минимального · и «Нара-Десна» имела шанс уйти от поражения, но не хватило времени. · Динамо: Дьяконов, Родин, Ягодкин, Кондрашов, Бовтало (Иванов Д., 62), Шевченко (Степанов, 90), Черевко, Дубровин (Арап, 67), Басков, Малаховский (Фролов Роман, 46), Игнатьев (Гурцкая, 59) · Нара-Десна: Гусев, Агаев, Магкеев, Думанский, Клюев, Храмов (Савельев, 61), Петренко, Кудрявцев, Кокоев (Лопаткин, 69), Гонежуков, Глебов · Кокоев (22, неспорт.пов.)(Н), Клюев (50, неспорт.пов.)(Н), Гурцкая (90, грубая игра)(Д) | | |
| Динамо (Санкт-Петербург) | 2-1 (0-0) | Нара-Десна (Наро-Фоминск) |
| Басков (53, 1-0) Арап (83, 2-0) | Голы | Глебов (84, 2-1) |

После 24 тура «Динамо» занимало 4 место, уступая лидеру первенства 4 очка. Отрыв от последнего места: 18 очков
25 тур. «Спартак» (Кострома) — «Динамо» 0-2
- 3 августа. 25 тур[36]: Спартак (Кострома) — Динамо (Санкт-Петербург): 0-2

| 3 августа 18-00 | \| Спартак (Кострома) \| 0-2 (0-0) \| Динамо (Санкт-Петербург) \| \| \| Голы \| Бовтало (28, 0-1) Кондрашов (86, 0-2) \| | Кострома, стадион «Урожай» Зрителей: 1800 Судьи: Резников А.А.(Яр.), Криволапов А.С.(Ив.), Воронцов А.Н.(Яр.) Инспектор: Фомичев В.Ф.(Ив.) |
| Несмотря на игровое преимущество, которым хозяева владели на протяжении всей игры, и назначенный в ворота · гостей пенальти, победу одержали гости, реализовав два из своих немногочисленных имеющихся моментов. · Незабитый пенальти: Соколов (С) 23' (вратарь) · Спартак:Малахов, Бойков, Химич (Борисов, 82), Кузнецов, Курданин (Макиев, 82), Тищенко, Енин, Соколов, Парняков (Шестаков, 65), Женус (Тюпиков, 52), Захаров Михаил (Опанасюк, 69) · Динамо:Дьяконов, Ягодкин, Родин, Бовтало, Кондрашов, Шевченко, Черевко, Арап (Фролов Роман, 65), Дубровин (Иванов Дмитрий, 68), Басков (Малаховский, 27, Лазарев, 74), Игнатьев (Степанов, 88) · Женус (10, грубая игра)(С), Черевко (22, грубая игра)(Д), Кузнецов (45, неспорт.пов.)(С), Игнатьев (56, грубая игра)(Д), Лазарев (77, срыв атаки)(Д) | | |
| Спартак (Кострома) | 0-2 (0-0) | Динамо (Санкт-Петербург) |
| | Голы | Бовтало (28, 0-1) Кондрашов (86, 0-2) |

После 25 тура «Динамо» занимало 4 место, уступая лидеру первенства 2 очка. Отрыв от последнего места: 21 очко
26 тур. «Динамо» — «Торпедо» (Владимир) 1-2
- 4 октября. 26 тур[37]: Динамо (Санкт-Петербург) — Торпедо (Владимир): 1-2

| 4 октября 16-00 | \| Динамо (Санкт-Петербург) \| 1-2 (1-0) \| Торпедо (Владимир) \| \| Игнатьев (4, 1-0) \| Голы \| Каратынин (62, 1-1) Смирнов А.Е.(87, 1-2) \| | Санкт-Петербург, МСА «Петровский» Зрителей: 1500 Судьи: Деушев Р.Х.(М.), Дзунович Д.А.(М.), Веселов Д.М.(М.) Инспектор: Гарт А.В.(М.) |
| Обеспечив себе минимальное преимущество в первом тайме, во втором хозяева играли пассивно и · безвольно отдали гостям победу. · Динамо: Дьяконов, Родин, Ягодкин, Лазарев, Кондрашов, Бовтало, Шевченко, Черевко, Дубровин (Малаховский, 58), Арап (Фролов Роман, 62), Игнатьев (Иванов Д., 9) · Торпедо: Масленников, Трофимов, Акимов, Каратыгин, Тюргашкин, Фальковский (Прошин, 69), Зинин (Кирпичников, 74), Смирнов (Малков, 87), Дубровин, Вязьмикин, Втюрин (Боллоев, 81) · Масленников (4, грубая игра)(Т), Черевко (8, неспорт.пов.)(Д), Родин (10, неспорт.пов.)(Д), Втюрин (10, неспорт.пов.)(Т), Арап (54, неспорт.пов.)(Д), Дубровин (69, неспорт.пов.)(Т), Малаховский (86, грубая игра)(Д) | | |
| Динамо (Санкт-Петербург) | 1-2 (1-0) | Торпедо (Владимир) |
| Игнатьев (4, 1-0) | Голы | Каратынин (62, 1-1) Смирнов А.Е.(87, 1-2)                                                                                             |

После 26 тура «Динамо» занимало 5 место, уступая лидеру первенства 5 очков. Отрыв от последнего места: 19 очков
27 тур. «Балтика-2» (Калининград) — «Динамо» 1-1
- 10 октября. 27 тур[38]: Балтика-2 (Калининград) — Динамо (Санкт-Петербург): 1-1

| 10 октября 18-00 | \| Балтика-2 (Калининград) \| 1-1 (1-0) \| Динамо (Санкт-Петербург) \| \| Лунин (45, 1-0) \| Голы \| Фролов Р. (59, 1-1) \| | Калининград, стадион «Трудовые резервы» Зрителей: 500 Судьи: Рогулев В.В.(М.), Румянцев Д.Б.(Пс.) Кравченко Г.В.(Пс.) Инспектор: Грибков Ю.Б.(М.О.) |
| Гости весь матч владели преимуществом, однако, в концовке первого тайма пропустили в контратаке гол. Гол Фролова во втором тайме принёс лишь ничью. · Балтика-2: Хайбуллаев, Гибадуллин (Коноплев, 86), Марущак, Крючков, Крыштафович, Цимбал, Коробков (Челохсаев, 65), Лунин, Землянский, Федорченко, Фомин · Динамо: Дьяконов, Лазарев, Ягодкин, Бовтало (Иванов Дмитрий, 52), Кондрашов, Шевченко, Дубровин (Церюта, 52), Басков, Арап, Игнатьев (Фролов Роман, 46), Малаховский · Арап (31, грубая игра)(Д), Ягодкин (41, грубая игра)(Д), Коробков (56, грубая игра)(Б), Иванов Д.(60, грубая игра)(Д), Крючков (73, срыв атаки)(Б) | | |
| Балтика-2 (Калининград) | 1-1 (1-0) | Динамо (Санкт-Петербург) |
| Лунин (45, 1-0) | Голы | Фролов Р. (59, 1-1) |

После 27 тура «Динамо» занимало 5 место, уступая лидеру первенства 7 очков. Отрыв от последнего места: 19 очков
28 тур. «Спартак» (Щёлково) — «Динамо» 1-3
- 16 октября. 28 тур[39]: Спартак (Щёлково) — Динамо (Санкт-Петербург): 1-3

| 3 августа 18-00 | \| Спартак (Кострома) \| 1-3 \| Динамо (Санкт-Петербург) \| \| Коваленко (43, 1-1) \| Голы \| Черевко (22, 0-1) Черевко (54, 1-2) Басков (80, 1-3) \| | Щёлково, стадион УСК «Подмосковье» им. Н. Н. Озерова Зрителей: 200 Судьи: Кобзев А.В.(М.), Болотенков А.В.(М.), Пчелинцев А.А.(Рз.) Инспектор: Златоверховников А.Н.(М.) |
| · Спартак: Тихонов, Николаев, Хлестов, Крылов, Дураков, Кулев, Емельянов, Коваленко, Еремеев (Бакурский, 46), Щипков (Андреасян, 58), Процеров · Динамо: Дьяконов, Ягодкин, Кондрашов, Родин, Черевко (Лазарев, 82), Шевченко, Иванов Д., Степанов, Басков, Дубровин (Гурцкая, 74), Фролов Р. · Бакурский (60, грубая игра)(С), Коваленко (78, грубая игра)(С), Дураков (79, грубая игра)(С), Лазарев (90, неспорт.пов.)(Д) | | |
| Спартак (Кострома) | 1-3 | Динамо (Санкт-Петербург) |
| Коваленко (43, 1-1) | Голы | Черевко (22, 0-1) Черевко (54, 1-2) Басков (80, 1-3) |

После 28 тура «Динамо» занимало 4 место, уступая лидеру первенства 7 очков. Отрыв от последнего места: 21 очко
29 тур. «Динамо» — «Реутов» 2-0
- 22 октября. 29 тур[40]: Динамо (Санкт-Петербург) — ФК «Реутов»: 2-0

| 22 октября 16-00 | \| Динамо (Санкт-Петербург) \| 2-0 (2-0) \| ФК «Реутов» \| \| Родин (38, 1-0) Шевченко (40, 2-0) \| Голы \| \| | Санкт-Петербург, МСА «Петровский» Зрителей: 1500 Судьи: Марамыгин Г.В.(Клгр.), Полосин П.Л.(Клгр.), Крохин А.С.(Клгр.) Инспектор: Бекенев Е.В.(Рыб.) |
| · Нереализованный пенальти: Кондрашов (37', вратарь) · Динамо: Дьяконов, Ягодкин, Кондрашов, Родин (Бовтало, 88), Черевко, Шевченко (Гурцкая, 90), Иванов Д., Степанов, Басков, Дубровин (Игнатьев, 56), Фролов Р. (Арап, 84). · Реутов: Сулоев, Мурнов, Хансуваров, Авдеев (Михайлов, 81), Элдерханов, Леонов, Выставкин, Котов, Кузнецов, Куров, Саркисов Арам (Торян, 68) · Мурнов (10, срыв атаки)(Р), Котов (12, неспорт.пов.)(Р), Родин (36, срыв атаки)(Д) · Мурнов (29, грубая игра)(Р) | | |
| Динамо (Санкт-Петербург) | 2-0 (2-0) | ФК «Реутов» |
| Родин (38, 1-0) Шевченко (40, 2-0) | Голы | |

После 29 тура «Динамо» занимало 3 место, уступая лидеру первенства 5 очков. Отрыв от последнего места: 24 очка
30 тур. «Волга» (Тверь) — «Динамо» 1-1
- 28 октября. 30 тур[41]: Волга (Тверь) — Динамо (Санкт-Петербург): 1-1

| 28 октября 15-00 | \| Волга (Тверь) \| 1-1 (0-1) \| Динамо (Санкт-Петербург) \| \| Сенкевич (53, 1-1) \| Голы \| Кондрашов (20, 0-1) \| | Тверь, стадион «Химик» Зрителей: 1500 Судьи: Криворотов А.В.(Кс.), Симоненко С.С.(М.), Мареев Д.Н.(М.) Инспектор: Кистерев В.В.(М.) |
| · Волга: Шургчиев, Авдеев, Студнев, Рейзвих, Хомутов, Сухарев (Сенкевич, 46), Смирнов, Алеманов, Черенков (Везденецкий, 74), Белов (Матюнин, 90), Крузе (Эрендженов, 82) · Динамо: Дьяконов, Ягодкин, Кондрашов, Родин, Черевко, Шевченко, Иванов Дмитрий, Степанов (Бовтало, 52), Басков (Арап, 18, Гурцкая, 75), Дубровин (Малаховский, 46), Фролов Роман (Игнатьев, 46) · Хомутов (21, грубая игра)(В), Дьяконов (45, неспорт.пов.)(Д), Шевченко (51, неспорт.пов.)(Д), Сенкевич (77, неспорт.пов.)(В), Шургчиев (90, неспорт.пов.)(В) | | |
| Волга (Тверь) | 1-1 (0-1) | Динамо (Санкт-Петербург) |
| Сенкевич (53, 1-1) | Голы | Кондрашов (20, 0-1) |

После 30 тура «Динамо» осталось на 3 месте, уступив лидеру первенства 4 очка. Отрыв от последнего места: 23 очка

## Турнирное положение
В сезоне 2007 «Динамо» заняло 3 место, уступив победителю первенства — московскому «Спортакадемклубу» 4 очка и череповецкой «Шексне» по числу побед.